# Уилок Роман, Хайме
Хайме Стенли Уилок Роман (исп. Jaime Stanley Wheelock Román, род. 31 июля 1946 года, Хинотега, Никарагуа) — никарагуанский политический и военный деятель, член Национального руководства Сандинистского фронта национального освобождения (СФНО). Министр сельского хозяйства и аграрной реформы в 1979—1990 годах. Команданте революции.

## Биография
Родился 31 июля 1946 года в городе Хинотега, (Никарагуа). в обеспеченной семье (по другим данным — 30 мая 1947 года в Манагуа, а его родители из Хипотепе, департамент Карасо). Окончил факультет права Национального автономного университета Никарагуа, учился также в Чилийском университете. В 1969—1970 учился и работал на кафедре истории культуры университета в Леоне.

В 1966 году вступил в Сандинистский фронт национального освобождения Никарагуа (СФНО). По другим данным, вступил в СФНО только в 1969 году и недолгое время вёл революционную работу в сандинистской организации города Леон.

## Революционная деятельность
В 1970 году был обвинён в убийстве офицера Национальной гвардии Никарагуа и эмигрировал из страны в Чили, где к власти пришло левое правительство Сальвадора Альенде. В Чилийском университете в Сантьяго изучал политологию, экономику и сельскохозяйственное законодательство. В 1972 — 1973 годах обучался в Германии. Написал ряд исторических работ марксистского характера.
В 1974 году вернулся на родину и участвовал в операции 28 декабря по захвату в Манагуа посла США Шелтона Тернера и видных деятелей режима Анастасио Сомосы. Эти события он позже описал в своих мемуарах «Победный декабрь Сандинистского фронта».
Вскоре после возвращения в Никарагуа основал фракцию «Ленинская пролетарская тенденция» — «Proletarios», делавшую упор на революционную работу в городах, среди рабочих промышленных предприятий. Как наиболее образованный идеологически, стал лидером фракции, а начальником штаба её вооруженных сил стал Карлос Нуньес. Третьим лидером «Proletarios» стал Луис Каррион. Хайме Уилок подверг резкой идеологической критике ведущую фракцию СФНО — «Длительная народная война», возглавляемую Томасом Борхе, обвинив её в маоизме, игнорировании борьбы в городах и опоре на крестьянство. В октябре 1975 года руководство СФНО исключило Хайме Уилока и его сторонников из рядов фронта. Однако с 7 марта 1979 года — один из 9 членов Объединенного национального руководства СФНО.
Хотя силы «пролетариос» сыграли большую роль в боях против Национальной гвардии в июне 1979 года (особенно в Манагуа, где фактическим руководителем был Карлос Нуньес), Хайме Уилок и Луис Каррион не смогли принять участие в историческом заседании ОНР СФНО 11 июля 1979 года, определившего дальнейшую судьбу страны. В день падения диктатуры 19 июля Уилок с двумя другими лидерами бывших фракций Даниэлем Ортегой и Томасом Борхе находился в Леоне, временной столице, где находилось Временное демократическое правительство национального возрождения Виолетты Барриос де Чаморро.

## Министр сельского хозяйства
После победы революции Хайме Уилок, обучавшийся в двух университетах и лучше всех в Национальном руководстве разбиравшийся в идеологических проблемах марксизма, получил не представлявшийся первостепенным пост министра аграрной реформы в правительстве Виолетты Чаморро. (Его ближайший соратник Карлос Нуньес, происходивший из простой семьи и не получивший систематического образования, со временем стал контролировать всю законодательную деятельность в стране в качестве председателя Государственного совета).
В 1980 году стал также председателем Государственной комиссии по контролю за ходом сандинистской революции. В том же году возглавил вторую государственную делегацию Никарагуа, посетившую СССР 26 — 30 ноября 1980 года. Провёл переговоры с кандидатом в члены Политбюро ЦК КПСС Б. Н. Пономаревым и заместителем Председателя Совета Министров СССР Н. В. Талызиным, обсуждая вопросы политического и экономического сотрудничества.
В 1981 году он также получил пост председателя Национального совета на проведению аграрной реформы. После реорганизации правительства стал министром сельскохозяйственного развития и аграрной реформы (исп.  Ministro de Desarrollo Agropecuario y Reforma Agraria) и директором Института аграрной реформы. В январе 1985 — апреле 1990 года он сохранил пост министра сельскохозяйственного развитии и аграрной реформы в правительстве президента Даниэля Ортеги. В августе 1985 года также стал членом Исполнительной комиссии Национального руководства СФНО и Национального совета планирования.
Аграрная реформа, которую проводил в жизнь Хайме Уилок, не была такой радикальной, какой можно было ждать от убежденного марксиста. Между крестьянами постепенно распределялись земли, конфискованные у семейства Сомоса и бежавших чиновников павшего режима. Кооперирование сельского хозяйства так же не было повальным. Однако роста производства сельскохозяйственной продукции, которая давала 24,2 % валового внутреннего продукта и 80 % валютных поступлений страны, не происходило.

## После гражданской войны
В феврале 1990 года СФНО проиграл всеобщие выборы. Хайме Уилок оставил свои государственные посты и вместе со своей партией перешёл в оппозицию.
Тогда же получил магистерскую степень в области государственного управления в Гарвардском университете. В 1994—1995 годах учился в Центральноамериканском университете по специальности «экономическое развитие и экономическая история». Читал лекции во многих латиноамериканских и американских университетах. С 1996 года президент Института развития и демократии IPADE.
Автор нескольких книг. После 1995 года отошёл от политической деятельности. Один из крупнейших никарагуанских землевладельцев. Во время массовых выступлений в 2018 году поддержал требования протестующих, осудил силовое подавление протестов и призвал Даниэля Ортегу уйти в отставку.

## Частная жизнь
Женат на Ванессе Кастро Карденаль, руководителе департамента политического образования СФНО и члене Сандинистской ассамблеи.

## Сочинения
- Империализм и диктатура. Кризис социального строя. 1975
- Победный декабрь Сандинистского фронта — в кн. Никарагуа: путь борьбы и победы. М. 1984 — С. С.109 — 148